# Teresa Torres i Casals
Teresa Torres i Casals (el Masnou, Maresme, 20 de juliol de 1916 - el Masnou, Maresme, 20 de juliol de 2003) fou un fotògrafa catalana.
Filla de Joan Torres i Rossinyol, estanquer, i de Teresa Casals i Ribas (tots dos del Masnou). Amb avantpassats mariners amb negocis a l'Equador. El seu oncle Joan Casals i Ribas, que vivia a l'Equador, li va regalar la seva primera càmera fotogràfica.
Amb la seva germana Ramona, regentà un estanc i era coneguda popularment com “la Teresita de l'estanc”. També va exercir modista i va dissenyar roba. També destacà com a pessebrista. Durant la seva llarga trajectòria professional va recollir instantànies dels anys quaranta, cinquanta i seixanta del segle xx, tant del Masnou com d'altres indrets. Les seves fotografies es van editar en forma de postals. A part de fotografia artística, va fer reportatges públics i privats. Feu diverses exposicions de fotografies al Masnou.
L'any 2007 es va publicar un llibre recull de fotografies seves anomenat "Originalitat imaginativa".